# Adriano Banchieri
Adriano Banchieri (Bologna, 3. září 1568 – Bologna, 1634) byl italský hudební skladatel, hudební teoretik, varhaník a básník z konce renesance a počátku baroka. Založil Accademia dei Floridi v Bologni.

## Životopis
Narodil se a zemřel v Bologni (která tehdy patřila pod Papežský stát). V roce 1587 se stal mnichem Benediktinského řádu, řádové sliby složil v roce 1590, a změnil si jméno z Tommaso na Adriano. Jedním z jeho učitelů v klášteře byl Gioseffo Guami, který silně ovlivnil jeho styl.
Podobně jako Orazio Vecchi se zajímal o převod madrigalů do dramatické podoby. Konkrétně, byl jedním z průkopníků formy, která se nazývala "madrigalová komedie" — série madrigalů, které nebyly prováděny na jevišti, ale pokud byly zpívány za sebou, vyprávěly příběh. Dříve byla madrigalová komedie považována za jeden z důležitých předchůdců opery, ale většina současných hudebních vědců ji považuje za samostatný hudebně-dramatický žánr v Itálii.
Kromě toho byl významný skladatel canzonet, které byly na konci 16. století lehčí a velmi populární alternativou k madrigalu.
Banchieri zreformoval notový zápis, systematicky používal taktové čáry a generálbasová čísla. Dále zavedl označení pro dynamiku: "piano" a "forte"
Mezi lety 1605 a 1638 bylo vydáno nejméně šest edicí jeho varhaních skladeb l'Organo suonarino.
Banchieriho poslední publikace byla Trattenimenti da vila z roku 1630. Podle Marthy Farahat napsal mezi roky 1598 a 1608 pět madrigalových komedií:
- La pazzia senilní roku 1598
- Il Zabaione musicale (1604)
- La Barca di Venetia per Padova (1605)
- La saviezza giovenile (1607)
- Festino della sera (1608)